# Копфф, Август
| Открытые астероиды: 68                                 | Открытые астероиды: 68 |
| ------------------------------------------------------ | ---------------------- |
| (542) Сусанна [1]                                      | 15 августа 1904        |
| (579) Сидония                                          | 3 ноября 1905          |
| (582) Олимпия                                          | 23 января 1906         |
| (584) Семирамида                                       | 15 января 1906         |
| (585) Билкис                                           | 16 февраля 1906        |
| (589) Хорватия                                         | 3 марта 1906           |
| (591) Ирмгард                                          | 14 марта 1906          |
| (593) Титания                                          | 20 марта 1906          |
| (595) Поликсена                                        | 27 марта 1906          |
| (596) Шейла                                            | 21 февраля 1906        |
| (606) Брангена                                         | 18 сентября 1906       |
| (607) Дженни                                           | 18 сентября 1906       |
| (608) Адольфина                                        | 18 сентября 1906       |
| (612) Вероника                                         | 8 октября 1906         |
| (613) Гвиневра                                         | 11 октября 1906        |
| (614) Пиа                                              | 11 октября 1906        |
| (615) Росвита                                          | 11 октября 1906        |
| (616) Элли                                             | 17 октября 1906        |
| (617) Патрокл                                          | 17 октября 1906        |
| (619) Триберга                                         | 22 октября 1906        |
| (621) Верданди                                         | 11 ноября 1906         |
| (624) Гектор                                           | 10 февраля 1907        |
| (625) Ксения                                           | 11 февраля 1907        |
| (626) Нотбурга                                         | 11 февраля 1907        |
| (627) Харида                                           | 4 марта 1907           |
| (628) Кристина                                         | 7 марта 1907           |
| (629) Бернардина                                       | 7 марта 1907           |
| (630) Эвфимия                                          | 7 марта 1907           |
| (631) Филиппина                                        | 21 марта 1907          |
| (632) Пирра                                            | 5 апреля 1907          |
| (633) Зелима                                           | 12 мая 1907            |
| (634) Уте                                              | 12 мая 1907            |
| (640) Брамбилла                                        | 29 августа 1907        |
| (643) Шахерезада                                       | 8 сентября 1907        |
| (644) Козима                                           | 7 сентября 1907        |
| (646) Касталия                                         | 11 сентября 1907       |
| (647) Адельгунда                                       | 11 сентября 1907       |
| (648) Пиппа                                            | 11 сентября 1907       |
| (649) Йозефа                                           | 11 сентября 1907       |
| (650) Амаласунта                                       | 4 октября 1907         |
| (651) Антиклея                                         | 4 октября 1907         |
| (654) Зелинда                                          | 4 января 1908          |
| (656) Бигль                                            | 22 января 1908         |
| (657) Гунлёд                                           | 23 января 1908         |
| (658) Астерия                                          | 23 января 1908         |
| (663) Герлинда                                         | 24 июня 1908           |
| (664) Юдифь                                            | 24 июня 1908           |
| (666) Дездемона                                        | 23 июля 1908           |
| (667) Дениз                                            | 23 июля 1908           |
| (668) Дора                                             | 27 июля 1908           |
| (669) Киприя                                           | 20 августа 1908        |
| (670) Оттегебе                                         | 20 августа 1908        |
| (672) Астарта                                          | 21 сентября 1908       |
| (677) Алтье                                            | 18 января 1909         |
| (679) Пакс                                             | 28 января 1909         |
| (680) Геновева                                         | 22 апреля 1909         |
| (681) Горгона                                          | 13 мая 1909            |
| (682) Агар                                             | 17 июня 1909           |
| (684) Хильдбург                                        | 8 августа 1909         |
| (686) Герзуйнд                                         | 15 августа 1909        |
| (692) Гипподамия [2]                                   | 5 ноября 1901          |
| (693) Зербинетта                                       | 21 сентября 1909       |
| (754) Малабар                                          | 22 августа 1906        |
| 1780 Kippes                                            | 12 сентября 1906       |
| (1781) Ван Бисбрук                                     | 17 октября 1906        |
| (3105) Штумпфф                                         | 8 августа 1907         |
| (3133) Сендай                                          | 4 октября 1907         |
| 3687 Dzus                                              | 7 октября 1908         |
| 1. совместно с Пауль Гёц 2. совместно с Максом Вольфом |                        |

Август Копфф (нем. August Kopff; 5 февраля 1882, Гейдельберг — 25 апреля 1960, там же) — немецкий астроном, первооткрыватель комет и астероидов, который первоначально работал в Гейдельберге в местной обсерватории, а затем перешёл в Берлинский университет имени Гумбольдта, где занял место директора «Института астрономических расчётов». В период 1901 по 1909 год им было открыто в общей сложности 68 астероидов, два из которых он обнаружил совместно с другими астрономами.
Им было открыто несколько комет, например, периодическая комета 22P/Копффа и непериодическая комета C/1906 E1. Он также обнаружил 68 астероидов, включая троянские астероиды (617) Патрокл и (624) Гектор.
Астероиды (596) Шейла, (607) Дженни, (608) Адольфина открытые в 1906 году, (631) Филиппина, (634) Уте, открытые в 1907 году, Копфф назвал в честь своих друзей, а астероид (628) Кристина, открытый в том же году, был назван в честь его жены, а (668) Дора — в честь её подруги.
В знак признания в честь него был назван кратер Копф на Луне, а также один из астероидов главного пояса (1631) Копфф.